# Abigail Spears
Abigail Spears (født 12. juli 1981 i Valley Center, Californien, USA) er en professionel tennisspiller fra USA. 
Abigail Spears højeste rangering på WTA single rangliste var som nummer 66, hvilket hun opnåede 6. juni 2005. I double er den bedste placering nummer 35, hvilket blev opnået 9. januar 2012. 